# Marcin Tywoniuk
Marcin Tywoniuk ps. „Martinez” (ur. 13 grudnia 1979 w Chełmie) – polski muzyk i klawiszowiec. W latach 2001–2009 i od 2018 członek Papa Dance i od 2016 członek zespołu Stachurskiego.

## Życiorys
Absolwent Wyższej Szkoły Pedagogicznej w Lublinie i Społecznej Szkoły Muzycznej. W 2001 dzięki Waldemarowi Kuleczce dołączył do nowo reaktywowanego Papa Dance, początkowo występował na zmianę z Andrzejem Zielińskim, a po przejściu Zielińskiego do Ex-Dance został jedynym klawiszowcem zespołu. Odszedł z zespołu w 2009 roku, a powrócił w 2018 roku. Od 2016 współpracuje z Stachurskim. Oprócz muzyki pracuje w Chełmskim Domu Kultury.

## Dyskografia
- Marcin Tywoniuk w Discogs